# Pilatus PC-12
Pilatus PC-12 – jednosilnikowy, lekki samolot pasażerski i transportowy produkowany przez szwajcarskie przedsiębiorstwo Pilatus Aircraft. 

## Historia
Maszyna została opracowana pod koniec lat 80. XX w. jako samolot przeznaczony do celów rekreacyjnych, służbowych oraz przeznaczony do wykorzystania w pożarnictwie, policji i amerykańskim urzędzie imigracyjnym. Oblot prototypu miał miejsce 31 maja 1991 r. Wersje projektowane dla wojska przewidują możliwość wykorzystania samolotu jako maszyny dostosowanej do przewożenia skoczków spadochronowych, oraz instalowanie na jej pokładzie aparatury elektronicznej (radar, urządzenia termowizyjne) i in.). Do 2017 roku dostarczone zostało odbiorcom 1500. egzemplarzy samolotu.
Od września 2011 roku kadłuby wraz ze skrzydłami samolotu Pilatus PC-12 wykonywane są w PZL-Świdnik.

## Użytkownicy
| 2006 | 2007 | 2008 | 2009 | 2010 | 2011 | 2012 | 2013 | 2014 | 2015 | 2016 | Razem |
| 90   | 92   | 97   | 100  | 79   | 63   | 62   | 65   | 66   | 70   | 90   | 1400  |

- Royal Flying Doctor Service – 33 sztuki[11]
- Royal Canadian Mounted Police – 15 sztuk
- Ornge – 10 sztuk
- Wasaya Airways – 8 PC-12/45

- Afganistan – zamówiono 18 U-28A.[12]
- Bułgaria (BBC) – 1 PC-12M
- Finlandia (Ilmavoimat) – 6 PC-12NG
- South African Air Force – 1 PC-12 (VIP)
- Air Force Special Operations Command – zakupiono 23 U-28A (PC-12/47E)
- Schweizer Luftwaffe – 1 PC-12

## Katastrofy i wypadki
- 23 marca 2009 samolot Pilatus PC-12 rozbił się w miejscowości Butte w północnej części USA (stan Montana). W wypadku zginęło 14 osób (dwóch pilotów i dwunastu pasażerów, w tym siedmioro dzieci)[13].
- 18 lutego 2012 w Dżibutii rozbił się U-28A (o znakach 07-0736)z 34th Special Operations Squadron USAF, zginęło czterech żołnierzy[14].